# Station Brétigny
Brétigny is een station aan lijn C van het RER-netwerk gelegen in de Franse gemeente Brétigny-sur-Orge in het departement Essonne.
Op 12 juli 2013 vond op dit station het grootste spoorwegongeval in Frankrijk sinds 1988 plaats. Bij een ontsporing vielen zeker zes doden en 60 gewonden.

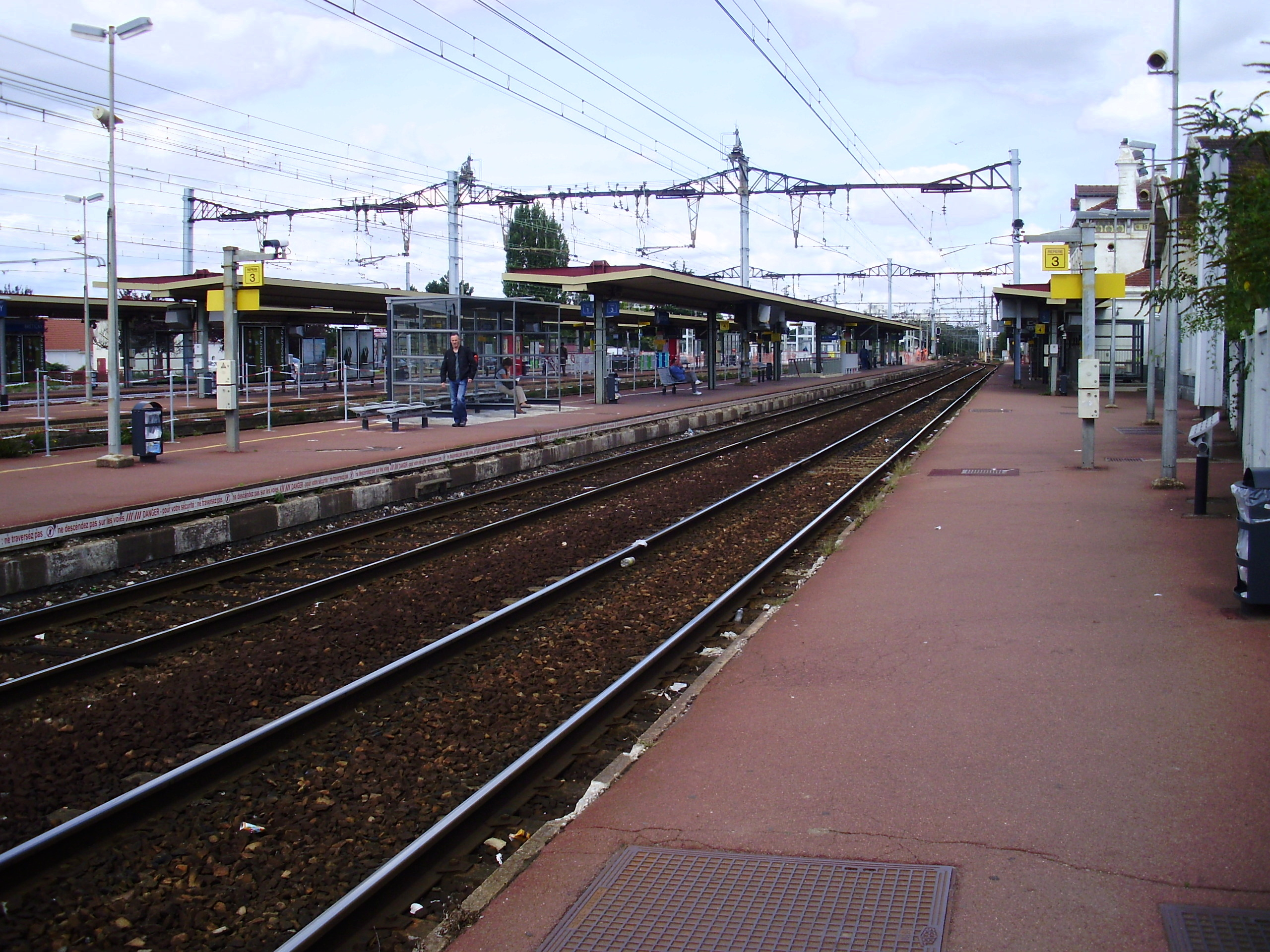